# Chotín
Chotín (węg. Hetény) – wieś i gmina (obec) w powiecie Komárno w kraju nitrzańskim na Słowacji, sama wieś pierwszy raz wzmiankowana w 1138 roku.
W 2011 roku populacja wynosiła 1383 osoby, około 83,7% mieszkańców stanowili Węgrzy, 14,5% Słowacy.